# Jeune École
Jeune École (z fr. Młoda Szkoła) − francuska doktryna wojny morskiej z końca XIX wieku. Jej teoretycy postulowali budowę dużej liczby niewielkich okrętów, zdolnych do stawienia czoła jednostkom potencjalnego przeciwnika, oraz krążowników do prowadzenia wojny na szlakach handlowych. Skierowana była głównie przeciwko największej potędze morskiej owych czasów – brytyjskiej Royal Navy, oraz rosnącej w siłę włoskiej Regia Marina.

## Geneza

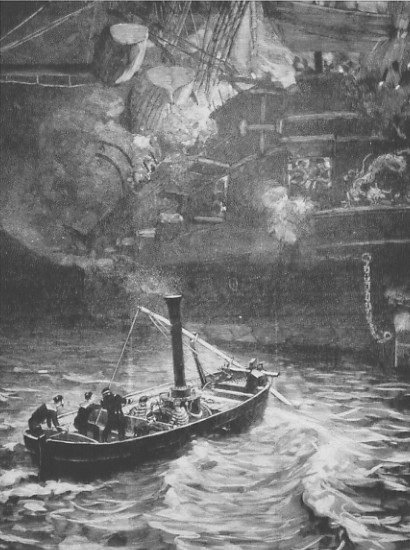
Francuski torpedowiec w bitwie pod Fuzhou (23 sierpnia 1884).

Koncepcja Jeune École powstała w wyniku obserwacji szybkiego postępu technologicznego wojny morskiej w drugiej połowie XIX wieku. Powstanie nowych środków walki: granatów artyleryjskich i torpedy samobieżnej oraz zastosowanie napędu parowego na jednostkach pływających, pozwalały snuć pomysły oparcia potęgi floty na niewielkich jednostkach, zdolnych za ich pomocą zniszczyć flotę złożoną z dużych okrętów liniowych. Zyskały one poparcie we Francji, zniszczonej wojną francusko-pruską i walką z komunardami.
Zbliżone idee pojawiały się już w pracach francuskiego oficera marynarki i historyka wojny morskiej, barona Richilda Grivela w latach 60. XIX wieku. Na podstawie analizy historycznych konfliktów twierdził on, że Francja winna mieć dwie zróżnicowane strategie wojny morskiej, w zależności od przeciwnika: przeciwko słabszym flotom występować jako hegemon całą siłą floty liniowej i stosować taktykę blokady wybrzeża; przeciwko flotom silniejszym (przede wszystkim brytyjskiej) zaś prowadzić wojnę krążowniczą, mającą uderzyć w morskie linie komunikacyjne i flotę handlową potencjalnego przeciwnika. Pierwszym znaczącym przedstawicielem nowego sposobu myślenia był komandor Auguste Gougeard, minister marynarki w rządzie Léona Gambetty (grudzień 1881 − styczeń 1882). Podczas krótkiego urzędowania opracował on, zarzuconą przez następców, reformę Marine Nationale, polegającą między innymi na zastąpieniu istniejącej floty liniowej okrętami obrony wybrzeża i koncentracji morskich sił Francji na Morzu Śródziemnym. To ostatnie wskazywało na skoncentrowanie ekspansji kolonialnej w kierunku Afryki Północnej i możliwy konflikt z Włochami na tym terenie oraz na ideę zagrożenia brytyjskiemu handlowi z Indiami poprzez zamknięcie najkrótszej drogi morskiej przez Kanał Sueski.
Zbliżone pomysły zyskiwały poparcie młodszych oficerów floty francuskiej (stąd nazwa – Jeune École), widzących w nich szansę na rozwój własnych karier, blokowanych przez wyższych stopniem wojskowych, zajmujących przez lata stanowiska dowódcze we flocie i jej administracji oraz koloniach. Przebieg działań wojny z Chinami (1884−1885, zwłaszcza bitew pod Fuzhou i pod Shipu) zdawał się również potwierdzać rosnącą rolę małych okrętów w działaniach na morzu. Podobne myśli były również rozwijane przez admirała Théophile’a Aube’a i związanego z nim publicystę Gabriela Charmes’a. Ten pierwszy opublikował między innymi prace La guerre navale et les ports militaires de la France (1879) oraz będącą jej rozwinięciem La guerre maritime et les ports français (1882). Zdołali oni przekonać opinię publiczną, że utworzenie floty złożonej z licznych torpedowców i kanonierek jest jedynym sposobem uzyskania przewagi nad dominującą na morzach Royal Navy. Dodatkowo przedstawili koncepcję wojny krążowniczej, skierowanej przeciwko brytyjskiemu handlowi morskiemu. Jeszcze jednym atutem tak utworzonej marynarki wojennej miał być jej stosunkowo niewielki koszt, w porównaniu z tradycyjną flotą liniową, opartą na pancernikach. W efekcie Jeune École uzyskała polityczne poparcie republikanów i 7 stycznia 1886 roku Théophile Aube, awansowany do stopnia wiceadmirała, został ministrem marynarki w trzecim rządzie Charles’a de Freycineta.

## Teoria
Admirał Aube zaprezentował pełnię swych idei w pracy La guerre maritime et les ports français z 1882 roku. Według niego, każda flota (w domyśle: Royal Navy), prowadząca działania blokadowe u wybrzeży Francji, miała być rozbita atakami sił lekkich, składających się z torpedowców, osłanianych przez kanonierki pomysłu Gabriela Charmes'a: niewielkie, smukłe jednostki uzbrojone w pojedyncze działo kal. 138 mm. Dopiero tak osłabione i będące w odwrocie eskadry przeciwnika miały być atakowane przez nieliczne pancerniki obrony wybrzeża. Nowinki techniczne: telegraf i kolej żelazna miały w zamyśle ułatwiać koncentrację własnych wojsk do odparcia ewentualnego desantu w każdym punkcie wybrzeża, zaś okręty o napędzie parowym, niezależne od wiatru, pojawiać się w każdym miejscu zagrożonym przez wrogą flotę. Jednocześnie, na wypadek wojny, szybkie francuskie krążowniki o dużym zasięgu miały rozpocząć działania korsarskie na szlakach handlowych przeciwnika. Idea wojny krążowniczej (fr. guerre de course) sprowadzała się do zakłócenia brytyjskiego handlu z koloniami i zachwiania podstaw stabilności ekonomicznej na wyspach. W ten sposób, według admirała Aube’a, miało dojść do destabilizacji brytyjskiej gospodarki, kryzysu i wybuchu niepokojów społecznych, co powinno skłonić rząd Zjednoczonego Królestwa do wycofania się z wojny.
Z kolei na wypadek wojny z drugim potencjalnym przeciwnikiem Francji na morzu, Włochami, możliwej ze względu na konflikt interesów kolonialnych obydwu państw w Afryce Północnej, teoria Jeune École zakładała uderzenia torpedowców na włoskie bazy morskie, w celu zniszczenia ich dużych okrętów budowanych z myślą o obronie wybrzeża, oraz prowadzenie bombardowań celów niemilitarnych, głównie w południowej części Włoch, z nadzieją na wzmocnienie separatystycznych zapatrywań tamtejszej ludności.

## Realizacja idei

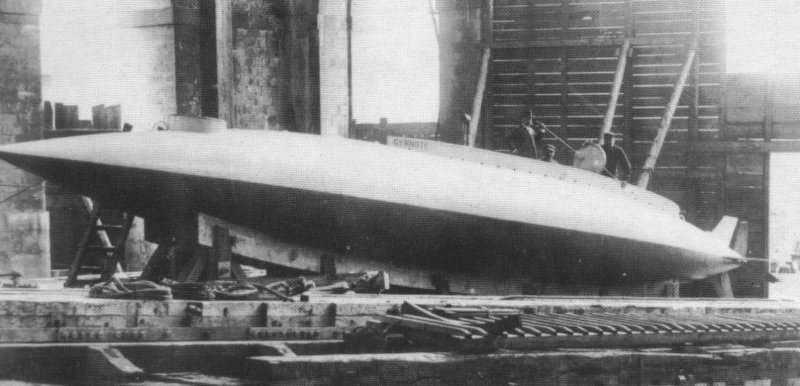
„Gymnote” w 1889

Po objęciu stanowiska ministra marynarki, admirał Aube zmienił niemal wszystkich członków sztabu i szefów departamentów w ministerstwie. Realizując potrzeby awansu popierających go młodszych oficerów, obniżył wiek emerytalny we flocie. Wstrzymał budowę wszystkich powstających pancerników, nakazując rozpoczęcie prac konstrukcyjnych nad promowanymi przez Młodą Szkołę krążownikami, kanonierkami i torpedowcami. Większość dużych okrętów Marine Nationale została przebazowana do Tulonu nad Morzem Śródziemnym, tworząc przeciwwagę dla rozbudowywanej Regia Marina. Jednocześnie pozwolił, by realizację doktryny przejęli skupieni wokół Charmes’a najbardziej skrajni jej przedstawiciele.
Koncepcje admirała Aube’a okazały się w realizacji droższe niż dotychczasowa polityka. W związku z tym znaczna część jego planu rozbudowy floty została odrzucona przez pozostałych członków rządu. W czasie jego niemal półtorarocznej kadencji na stanowisku ministra marynarki rozpoczęto budowę pięciu dużych i sześciu mniejszych krążowników pancernopokładowych oraz pojedynczej kanonierki według pomysłu Charmes’a. Ten ostatni, mianowany osobistym sekretarzem ministra, był już umierający (chorował na gruźlicę) i okręt ten został po jego śmierci nazwany właśnie „Gabriel Charmes”. Przy wyporności 76 ton był uzbrojony w pojedyncze działo kal. 138 mm na pokładzie dziobowym. Próby morskie wykazały całkowitą nieprzydatność takiej jednostki do walki na pełnym morzu, dlatego wkrótce po dymisji Aube’a została przebudowana do konfiguracji typowego torpedowca. Podobnie niemożliwa do praktycznej realizacji okazała się koncepcja użycia torpedowców w bitwie na otwartych akwenach. Te niewielkie okręty miały zbyt małą dzielność morską i nie mogły skutecznie operować na wzburzonych wodach.
W czasie kadencji admirała Aube’a i za jego poparciem rozpoczęto również prace konstrukcyjne pierwszego francuskiego okrętu podwodnego, „Gymnôte”, zbudowanego według koncepcji Stanislasa Henriego Dupuy de Lôme’a i projektu Gustave’a Zédé. Był to pierwszy w historii okręt podwodny napędzany silnikiem elektrycznym, jego próby odbyły się pod koniec 1888 roku. Duże koszty, generowane przez realizowane pomysły Młodej Szkoły (budżet ministerstwa marynarki na 1886 roku został przekroczony o niemal 20 milionów franków), chaos organizacyjny we flocie i autokratyczny styl zarządzania sprawiły, że admirał Aube został zdymisjonowany w maju 1887 roku. Po ustąpieniu admirała Aube ze stanowiska ministra marynarki jego następca, Édouard Barbey, anulował w czerwcu 1887 znakomitą większość zamówień poczynionych przez poprzednika, wznawiając jednocześnie program budowy typowych pancerników.

## Wpływ Jeune École na zbrojenia morskie na przełomie XIX i XX wieku

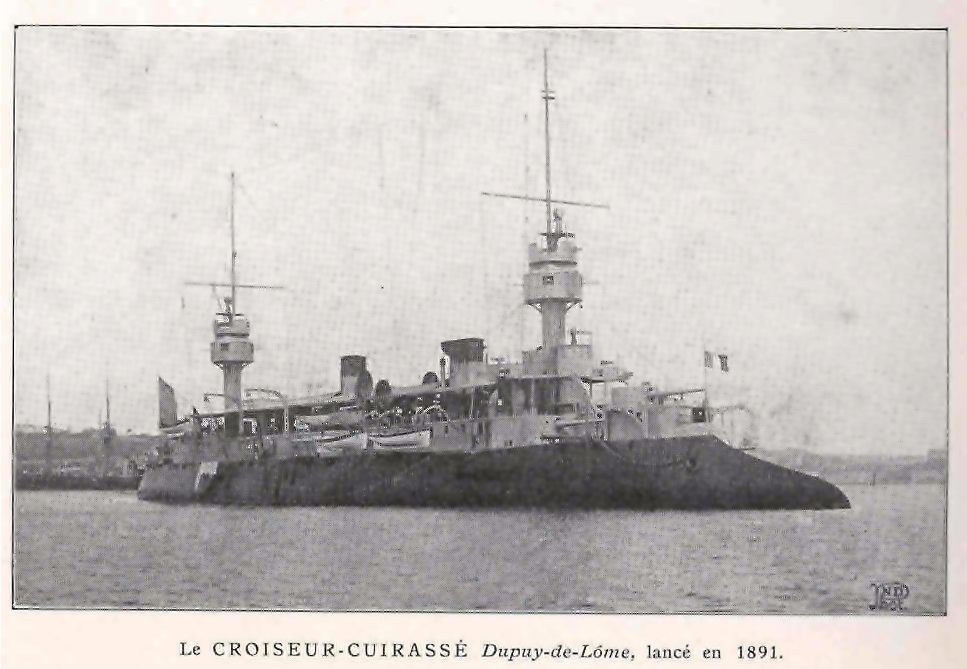
„Dupuy de Lôme”, pierwszy na świecie krążownik pancerny.

Po ustąpieniu admirała Aube’a wpływy Młodej Szkoły na rozwój floty francuskiej zmalały, ale nie zanikły całkowicie. O ile część wcześniejszych pomysłów okazała się chybiona, to niektóre z koncepcji przetrwały i były nadal rozwijane. Idea wojny krążowniczej zrealizowała się w powstaniu nowej klasy okrętów: krążowników pancernych. Marine Nationale wciąż powiększała liczbę i jakość posiadanych torpedowców, dążąc do ich użycia zarówno w obronie wybrzeża, jak i atakach na ewentualnego przeciwnika w bitwie morskiej. To z kolei doprowadziło do zbudowania w Wielkiej Brytanii pierwszych jednostek przeznaczonych specjalnie do zwalczania torpedowców: kanonierek torpedowych i kontrtorpedowców (późniejszych niszczycieli).
Dzięki doświadczeniom z „Gymnôte” marynarka francuska jako pierwsza opracowała podstawy wykorzystania okrętów podwodnych w wojnie na morzu i zapoczątkowała wyścig zbrojeń także w tej dziedzinie. Z doświadczeń Marine Nationale korzystały, rozwijając swoje floty, Japonia i Niemcy. Sama Francja niewiele skorzystała na teoriach Młodej Szkoły, głównie z powodu nadmiernej biurokratyzacji i niedoinwestowania swej marynarki, pogrążonej w ciągłym chaosie administracyjnym. Teoretyczne poglądy na przebieg przyszłej wojny morskiej, prezentowane przez Jeune École i admirała Aube’a, sprawdziły się przynajmniej w części strategicznej, dotyczącej bezwzględnego zwalczania żeglugi handlowej, co potwierdziła nieograniczona wojna podwodna, prowadzona przez Niemcy przeciwko Wielkiej Brytanii podczas I wojny światowej.